# Das grobmaschige Netz
Das grobmaschige Netz ist ein Kriminalroman des schwedischen Schriftstellers Håkan Nesser. Er erschien 1993 und ist der erste Roman der zehnbändigen Van-Veeteren-Reihe.
Die Originalausgabe erschien unter dem Titel Det grovmaskiga nätet in Stockholm im Verlag Bonnier. Der Roman bedeutete für Nesser den Durchbruch als Krimiautor: So gewann er dafür im Erscheinungsjahr den schwedischen Krimipreis in der Sparte Bester schwedischer Erstlingsroman – Bästa svenska Debut. Die deutsche Ausgabe erschien erstmals 1999 beim Münchner Verlag btb (Random House).

## Handlung
Beschrieben werden Geschehnisse Anfang der 1990er Jahre im Zeitraum vom 5. Oktober bis 1. Dezember.
Erster Teil – Sonntag, 5. Oktober bis Freitag, 22. November
Hauptkommissar Van Veeteren untersucht den Mord an der 38 Jahre alten Lehrerin Eva Ringmar, die am 5. Oktober von ihrem 46-jährigen Ehemann Janek Mitter ertränkt in der Badewanne des von innen abgeschlossenen Badezimmers aufgefunden worden ist, als er am Morgen mit einem Kater aufwachte. Mitter, ebenfalls Lehrer für Geschichte und Philosophie am Bunge-Gymnasium in Maardam, der keine genaue Erinnerung an den Vorabend hat, steht unter dringendem Mordverdacht, leugnet aber die Tat. Van Veeteren, der schon beim Verhör nicht hundertprozentig von Mitters Schuld überzeugt war, beginnt während der Gerichtsverhandlung, die Mitter seltsam unbeteiligt über sich ergehen lässt, immer mehr daran zu zweifeln.
Bei einem Besuch bei Eva Ringmars Mutter erzählt diese Van Veeteren von Evas Zwillingsbruder Rolf, der mit 19 nach Kanada ausgewandert ist, auch um dem prügelnden Vater zu entgehen. Eva zog ein halbes Jahr später aus, wurde Lehrerin und heiratete 1981 Andreas Berger. Einige Jahre später ertrank am 1. Juni 1986 der gemeinsame vierjährige Sohn Willie, die Ehe scheiterte und Eva verbrachte ein halbes Jahr suizidgefährdet in einer Klinik. Van Veeteren findet heraus, dass Eva nach der Klinikentlassung weiter Termine bei dem Therapeuten hatte, während der Sitzungen jedoch ein Geheimnis ausklammerte, über das sie nicht sprechen wollte.
Janek Mitter wird wegen Totschlag zu sechs Jahren Haft verurteilt und nach einem psychiatrischen Gutachten in eine Anstalt eingewiesen. Als seine Amnesie nachlässt, erinnert er sich, an besagtem Abend noch jemanden in der Wohnung gesehen zu haben, notiert den Namen des Besuchers in der Bibel an seinem Nachttisch und schreibt ihm am nächsten Tag eine Mitteilung. Zudem versucht er vergeblich, Van Veeteren telefonisch zu erreichen.
Zweiter Teil – Freitag, 22. November bis Sonntag, 1. Dezember
Am 22. November, vier Tage, nachdem bei Mitter die Erinnerung wieder eingesetzt hat, wird er von einer unbekannten Person mit einem Messer erstochen. Der Tat verdächtigt wird eine Frau oder ein als Frau verkleideter Mann, die bzw. der die Anstalt während der Besuchszeiten betreten hat und sich dann einschließen ließ. Zuvor hat Mitter einen Brief geschrieben und abschicken lassen. Van Veeteren gelangt zur Schlussfolgerung, der Adressat des Briefes habe sowohl Mitter als auch seine Frau ermordet. Zudem vermutet er, Mitter habe den Brief an die Adresse seiner Arbeitsstelle, des Bunge-Gymnasiums, gesendet, da ihm in der Anstalt kein Adress- oder Telefonbuch zur Verfügung stand, er die Anschrift also aus dem Gedächtnis wissen musste.
Die Polizei versucht daraufhin, die Postverteilung am Gymnasium nachzuvollziehen und überprüft das Personal, wer erst nach Eva dort eine Stelle annahm. Damit engt sich der Kreis der Verdächtigen auf drei Personen ein. Bei einem Gespräch mit Evas Exmann Andreas Berger berichtet dieser, dass sie sich regelmäßig ab 1986 mit einem Unbekannten getroffen habe, dies aber immer vehement abgestritten habe. Nach der Entlassung aus der Klinik begann sie zu trinken und war bis Mai 1987 nochmals in einer weiteren Klinik, bevor sie sich im April von ihrem Mann trennte. Weitere Überprüfungen von Nachbarn, Arbeitskollegen und Bekannten führen zu keinen neuen Erkenntnissen. Van Veeteren gelangt dabei aber zur Überzeugung, dass der Schlüssel zur Aufklärung der beiden Morde in Vorfällen liegen müsse, die mehrere Jahre zurückliegen. Zwischenzeitlich wird am 30. November die Leiche der vergewaltigten und erwürgten Verkäuferin Elisabeth gefunden, die aber scheinbar nichts mit dem Fall zu tun hat.
Dritter Teil – Sonntag, 1. Dezember bis Donnerstag, 5. Dezember
Van Veeteren befragt eine alte Schulfreundin Evas, die mit ihr und deren Zwillingsbruder Rolf dieselbe Schule besuchte. Sie berichtet von einem Ausflug der Clique, bei dem Evas damaliger Freund Selbstmord beging, nachdem sie sich von ihm getrennt hatte. Mittlerweile konzentriert sich der Verdacht auf Carl Ferger, den Hausmeister des Bunge-Gymnasiums, der für die Zeit der Morde an Janek Mitter und Eva Ringmar kein überzeugendes Alibi hat und erst Anfang des Jahres seine Tätigkeit an der Schule aufgenommen hatte. Van Veeteren sucht mit mehreren Kollegen das Gymnasium auf, aber der Gesuchte ist nicht zur Arbeit erschienen, sondern befindet sich in seinem Auto auf der Flucht. Dank der Aussage einer Freundin der ermordeten Verkäuferin Elisabeth, die eine weitere Spur zum Bunge-Gymnasium legt, gerät Ferger zudem in den dringenden Verdacht, auch diesen Mord begangen zu haben. Während der Flucht denkt er an drei weitere Morde, von denen die Polizei noch nichts weiß. Vor zwölf Jahren ermordete er eine Frau namens Ellen. Schließlich wird er bei der laufenden Fahndung durch sein Autokennzeichen erkannt und verhaftet.
Van Veeteren ist sich mittlerweile sicher, um wen es sich beim Verhafteten in Wirklichkeit handelt, und konfrontiert ihn mit den letzten drei Morden, ebenso wie dem an Willie, Evas ertrunkenem Sohn. Erst als er die Mutter von Eva und Rolf aufs Revier bringt, gesteht ihr Sohn. Es stellt sich heraus, dass Rolf und Eva Halt beieinander suchten vor dem trinkenden und prügelnden Vater und eine enge Beziehung zueinander hatten, die schließlich in Inzest mündete. Eva beendete dies nach zwei bis drei Jahren, aber Rolf konnte nicht damit umgehen und tötete ihren Freund. Daraufhin erpresste Eva ihn, damit er auswanderte. In Toronto begeht er den Mord an Ellen und kehrt dann nach Europa zurück, wo er Eva verfolgt und ihr Kind tötet, um sie zu bestrafen. Nach der Aufklärung tritt van Veeteren den Flug nach Australien an, den er schon eine Woche vorher gebucht hat.

## Deutsche Übersetzung
1999 erschien der Roman bei btb in München in einer Übersetzung von Gabriele Haefs, nachdem bereits im Vorjahr der vierte Roman der Kommissar-Van-Veeteren-Reihe, Kvinna med födelsemärke (Die Frau mit dem Muttermal) auf Deutsch herausgekommen war. 2006 brachte Random House Audios in Köln davon ein Hörbuch heraus, gesprochen von Dieter Moor (ISBN 3-86604-288-4).

## Verfilmung

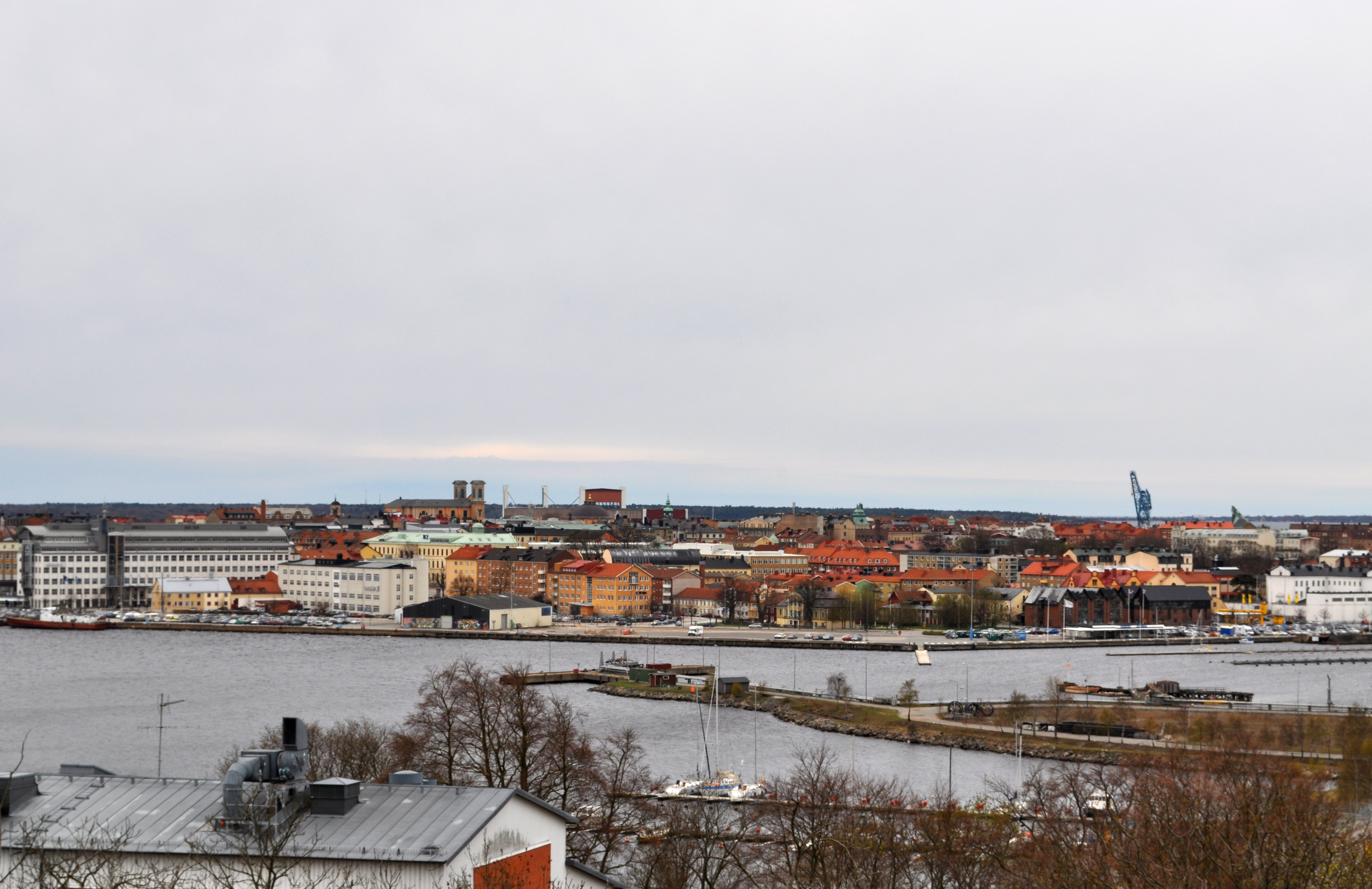
Karlskrona, Drehort des Films

2000 wurde der Roman vom schwedischen Fernsehen SVT unter der Regie von Martin Asphaug verfilmt und in Deutschland in der ARD ausgestrahlt. Die Dreharbeiten fanden in Karlskrona in der schwedischen Provinz Blekinge län statt. Der Kommissar wird in dieser und den folgenden Romanverfilmungen der Van-Veeteren-Reihe vom schwedischen Schauspieler Sven Wollter verkörpert.